# Жозеф Фольєн
Жозеф Клов'є Луї Марі Еммануель Фольєн (28 грудня 1884 , Льєж, Валлонія  — 4 січня 1968 , Брюссель ) — бельгійський католицький політичний діяч.
Народився у Льєжі. Служив у бельгійській армії під час Першої світової війни. Обіймав посаду міністра юстиції в уряді Поля-Анрі Спаака з травня 1938 до лютого 1939 року, з 16 серпня 1950 до 15 січня 1952 року очолював уряд країни.
За часів його врядування бельгійські війська було відряджено для участі у корейській війні (1950–1953).